# 威斯特摩蘭 (英格蘭)

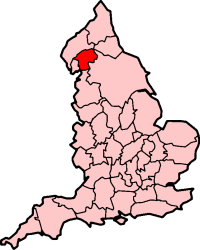

威斯特摩蘭（英語：Westmorland，在過去也拼寫為Westmoreland，更早之前曾拼寫為Westmerland和Westmereland）是英國的一個地區，位於西北英格蘭，是英格蘭的39個歷史上的郡之一。在1889年至1974年之間，威斯特摩蘭曾經是一個正式的行政區劃。之後威斯特摩蘭被併入新設立的坎布里亞郡。